# Louis Petit de Julleville
Louis Petit de Julleville (Paris, 18 de julho de 1841 — 28 de agosto de 1900) foi um erudito francês.

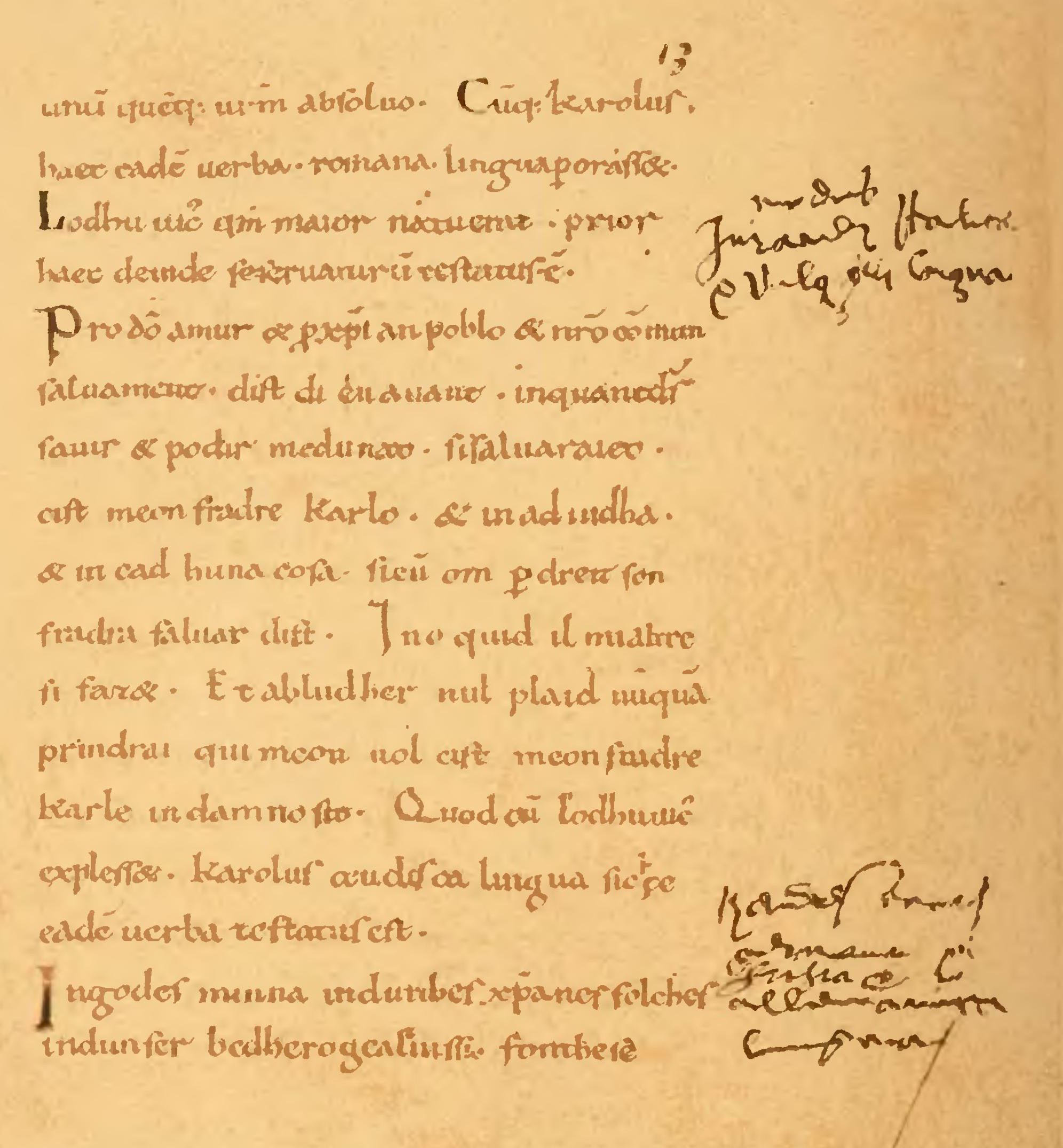
Petit de Julleville, Histoire de la langue et de la littérature française, 1 vol., 1896, p. 112

Educado na École Normale Supérieure e na Escola Francesa de Atenas; Julleville concluiu seu doutorado em literatura em 1868. Tornou-se professor de literatura medieval francesa e de história língua francesa na Universidade de Paris em 1886.

## Obras
- Histoire du théâtre en France, incluindo Les Mystères (2 vols, 1880)
- Les Comédiens en France au Moyen âge (1885)
- La Comédie et les mœurs en France au Moyen âge (1886)
- Répertoire du théâtre comique en France au Moyen âge (1886)
- Le Théâtre en France, histoire de la littérature dramatique depuis ses origines jusqu'à nos jours (1889)

Petit de Julleville também foi o editor-geral de Histoire de la langue et de la littérature française (8 vols, 1896-1900), obra na qual ele também contribuiu com alguns capítulos.